# Kisszabados
Kisszabados (1899-ig Orosz-Volya, szlovákul: Ruská Voľa) község Szlovákiában, az Eperjesi kerület Varannói járásában.

## Fekvése
Varannótól 34 km-re északra, az Alacsony-Beszkidekben, a Tapoly és az Ondava között fekszik.

## Története
1357-ben említik először.
A 18. század végén Vályi András így ír róla: „VOLYA. Orosz Volya, Fiassal. Orosz falu Zemplén Várm. földes Urai Gr. Forgács, és Matyasovszky Uraságok, lakosai görögkatolikusok, fekszik Sztropkó Városához 1 1/2, Orosz Krucsóhoz pedig fél órányira, hegyes, fejér agyagos, és kavitsos a’ földgye, 3 nyomásbéli, terem leginkább zabot, tatárkát pedig középszerűen, erdeje bikkes, szőleje nints, jó kúti forrásokkal bővelkedik, piatza Sztropkón, és Hanusfalván.”
Fényes Elek 1851-ben kiadott geográfiai szótárában így ír a faluról: „Volya (Orosz), Zemplén vm. orosz f. Sztropkóhoz délre 2 1/2 órányira: 182 g. kath., 8 zsidó lak. Gör. anya sz.egyháza, 460 h. szántófölde. F. u. Mattyasowszky. Ut. p. Eperjes.”
1920 előtt Sáros vármegye Girálti járásához tartozott.

## Népessége
| Év:            | 1994. | 2004.   | 2014.   | 2024.   |
| -------------- | ----- | ------- | ------- | ------- |
| Emberek száma: | 81    | 76      | 82      | 90      |
| Eltérés:       |       | -6,17 % | +7,89 % | +9,75 % |

| Év:            | 2023. | 2024.   |
| -------------- | ----- | ------- |
| Emberek száma: | 88    | 90      |
| Eltérés:       |       | +2,27 % |

1910-ben 81, túlnyomórészt ruszin lakosa volt.
2001-ben 93 lakosából 75 szlovák és 12 cigány volt.
2011-ben 82 lakosából 38 szlovák, 37 cigány és 7 ruszin.

## Nevezetességei
- A Nagyboldogasszony tiszteletére szentelt görögkatolikus temploma 1858-ban épült.